# Broderipia
Broderipia is een geslacht van weekdieren uit de klasse van de Gastropoda (slakken).

## Soorten
- Broderipia cumingii A. Adams, 1851
- Broderipia eximia G. & H. Nevill, 1869
- Broderipia iridescens (Broderip, 1834)
- Broderipia nitidissima Deshayes, 1863
- Broderipia rosea (Broderip, 1834)
- Broderipia subiridescens Pilsbry, 1890